# Gabriel Tarło

Herb Topór

Gabriel Tarło herbu Topór (ur. ok. 1486, zm. po 17 maja, a przed 19 maja 1565) – kasztelan radomski, starosta drohowyski w 1554 roku.

## Rodzina
Syn Stanisława (ur. 1445, zm. 1515), krajczego koronnego i ochmistrza królowej Elżbiety oraz Małgorzaty Magierówny herbu Szeliga, córki Jana Magiery, kasztelana bełskiego. Prawnuk Pawła z Tarnoszyna (zm. 1448/1450), pierwszego wojewodę bełskiego. Do rodzeństwa należeli: Stanisław (zm. 1544), biskup przemyski; Paweł (zm. 1553), sędzia ziemski lwowski; Jan (zm. 1550), cześnik koronny i starosta pilzneński oraz Barbara, późniejsza żona Gabriela Gniewosza. Przez całe życie był kawalerem. Potomstwa nie pozostawił.

## Kariera
Początkowo na dworze był krajczym młodego króla Zygmunta II Augusta od 1545 roku. Od 1548 roku koniuszym dworu, następnie podstolim koronnym od 14 maja 1549 do 23 grudnia 1550 r. Stanowisko krajczego koronnego objął 25 stycznia 1551 i pełnił ten urząd do 10 sierpnia 1553 roku.
Uczestniczył w zaślubinach króla Zygmunta Augusta z Katarzyną Habsburżanką i został ochmistrzem królowej w 1553 roku. Przez 17 lat, od 18 lipca 1536 roku do rezygnacji z 1553 był chorążym sandomierskim. Od dnia 2 lutego 1548 roku do 26 stycznia 1551 był stolnikiem krakowskim.
Nominację na urząd kasztelana radomskiego otrzymał 9 czerwca 1554 roku i pełnił ten urząd do śmierci 1565.
Był starostą: chełmskim od 5 marca 1545 do 6 lipca 1562 r., lubaczowskim z nominacją od 7 sierpnia 1561 do śmierci w 1565 r., chęcińskim, kowelskim, zarządcą mennicy wileńskiej od 1556 do maja 1565 r.

## Zasługi
W 1543 roku otrzymał Sędziszów Małopolski jako zastaw od Stanisława Odrowąża za 2700 florenów. Jest patronem jednej z ulic w Sędziszowie Małopolskim. Wielokrotnie wspominany i wychwalany przez poetów.
Jako zarządca mennicy wprowadził swój herb na monetach półgroszowych i trojakach.

## Testament
W swym testamencie przekazał 1000 florenów na dobra majątkowe baranowskie i czermińskie oraz na szpital w Bobrownikach